# 科利亚斯
科利亚斯（法語：Collias，法語發音：[kɔljas]）是法国加尔省的一个市镇，属于尼姆区。

## 地理
科利亚斯（43°57'14"N, 4°28'37"E）面积20.42 平方千米，位于法国奧克西塔尼大區加尔省，该省份为法国南部沿海省份，南端濒地中海，北起顺时针与阿尔代什省、沃克吕兹省、罗讷河口省、埃罗省、阿韦龙省和洛泽尔省接壤。
与科利亚斯接壤的市镇（或旧市镇、城区）包括：阿尔日利耶、卡布里耶尔、莱德农、圣马克西曼、萨尼亚克-萨格列斯、韦尔斯蓬迪加尔、普尔斯。

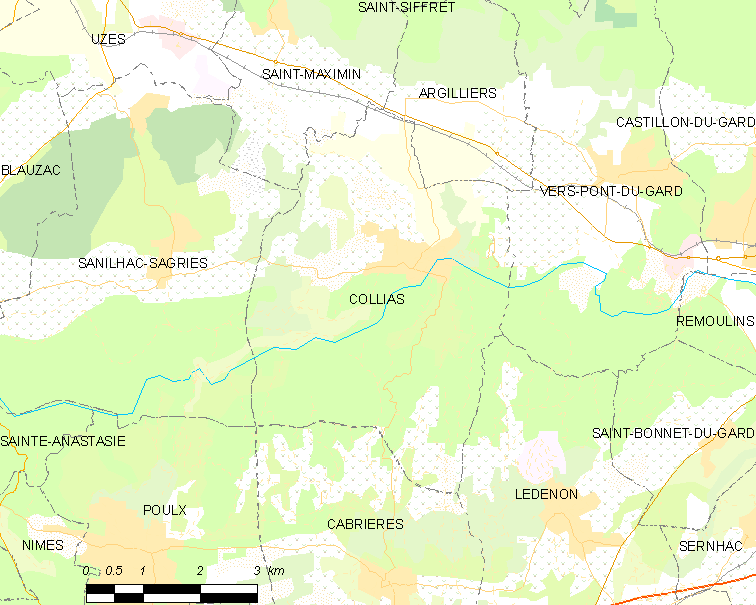
科利亚斯的OSM定位图

科利亚斯的时区为UTC+01:00、UTC+02:00（夏令时）。

## 行政
科利亚斯的邮政编码为30210，INSEE市镇编码为30085。

## 政治
科利亚斯所属的省级选区为勒代桑县。

## 人口

1962-2008年间科利亚斯人口变化图示

科利亚斯于2022年1月1日时的人口数量为1080人。